# Renault Mégane R.S. 275 Trophy-R
La Renault Mégane R.S. 275 Trophy-R est une compacte sportive du constructeur automobile français Renault, produite en 2014. 
Née en 2009, la Mégane 3 R.S. (pour Renault Sport) a connu différentes évolutions. La version la plus radicale et aboutie de ce modèle est la Mégane R.S. 275 Trophy-R, une série limitée à 250 exemplaires (dont 72 pour la France) bénéficiant d'un traitement spécifique pour une utilisation sur circuit.

## Record et caractéristiques techniques
La Mégane R.S. 275 Trophy-R a battu le record du tour sur le circuit du Nürburgring dans la catégorie véhicules de série à traction avant avec un temps de 7 min 54 s 36  pour parcourir les 20,832 km la Nordschleife du Nürburgring,,,,.
Pour établir ce nouveau record, Renault n'a pas lésiné sur les moyens. On retrouve ainsi dans l'habitacle des éléments issus directement du monde de la compétition automobile tels qu'une barre anti-rapprochement (supprimant ainsi les sièges arrière), des sièges baquet Recaro Pole Position monocoque polycarbonate, harnais 6 points boucle aviation (en plus de la ceinture 3 points classique), des amortisseurs Öhlins Road&Track, des jantes Speedline chaussés de pneumatiques Michelin haute performance Pilot Sport Cup 2 et une ligne d'échappement en titane signé Akrapovic. Les performances ont été également rehaussées par une perte significative de poids : le gain de poids total de 101 kg (par rapport à la Mégane R.S. 265 châssis Cup montée en 19”) est obtenu grâce à l'architecture 2 places et à de nouveaux composants comme la batterie Lithium-lon, le pack de freinage bi-composant haute performance et la ligne d’échappement Akrapovic en titane. 
Le moteur reçoit lui aussi un traitement spécifique, ainsi après être passé par les mains des ingénieurs de Renault Sport, il développe 273 chevaux (201 kW) soit 8 chevaux supplémentaires, et 360 N m pour le couple maximal (inchangé). En optimisant certains paramètres de la gestion électronique, les motoristes ont également augmenté la valeur de couple au régime de puissance maximale de 5 500 tr/min, la portant à 349 N m (soit 10 N m supplémentaires).
Pour ce qui est de la consommation, la Mégane R.S. 275 Trophy-R consomme 7,5 L aux 100 km et rejette 174 g CO2/km.